# Màlaia Beberka
Màlaia Beberka (en rus: Малая Беберка) és un poble de la República de Komi, a Rússia, segons el cens del 2010 tenia 60 habitants.